# Tapirus polkensis
Tapirus polkensis és una espècie extinta de mamífer perissodàctil de la família dels tapírids que visqué a Nord-amèrica entre el Miocè mitjà i el Plistocè mitjà, fa entre 300.000 anys i 16 milions d'anys. Se n'han trobat restes fòssils a Florida, Nebraska i Tennessee (Estats Units). Es tracta del tapir més petit que es coneix, amb un pes mitjà de 125 kg. Fou anomenat en referència al comtat de Polk, a Florida, on es troba el jaciment en el qual es descobriren la dent premolar i els dos maxil·lars inferiors que es feren servir per descriure l'espècie.